# Alopecosa kaplanovi
Alopecosa kaplanovi este o specie de păianjeni din genul Alopecosa, familia Lycosidae, descrisă de Oliger, 1983. Conform Catalogue of Life specia Alopecosa kaplanovi nu are subspecii cunoscute.